# 前田綱紀
前田 綱紀（まえだ つなのり）は、加賀藩4代藩主。加賀前田家第5代。最後の女帝・後桜町天皇の外曾祖父。

## 生涯

### 出生
寛永20年（1643年）11月16日、江戸辰口の藩邸で前田光高の長男として生まれる。母は将軍徳川家光の養女大姫（水戸藩主徳川頼房の娘）。
この報せを聞いた父の光高は直後の江戸に向けた参勤交代で、120里をわずか6泊7日で歩いたスピード記録を持つ。この際、『可観小説』によると、光高は道中の武蔵柏原にて、夢の中で「開くより梅は千里の匂ひかな」と一句を得たとされ、これが綱紀誕生の予兆であったとしている。将軍徳川家光の時代まで、嗣子が無かった場合は改易されることが多かったため、待望の嫡男の誕生に光高とその父・利常は大いに喜んだ。数日後に利常・光高父子は連歌会を開いているが、そのときの2人の句にも喜びが溢れていたことがわかる。
幼名は犬千代丸（いぬちよまる）と名づけられた。

### 家督相続と祖父の補佐
父・光高は正保2年（1645年）4月に31歳で死去した。このため、6月13日に綱紀が3歳で家督・遺領を相続することとなった。藩政に関しては祖父の利常（寛永16年（1639年）家督を光高に譲った）が後見することを、幕府より命じられた。
幼少期の綱紀は、戦国武将の生き残りであった祖父・利常と、智勇を兼備していた父・光高の影響を受け、また利常が孫に尚武の気風を吹き込もうと養育したため、かなり腕白に育ったという。利常は当時賢君として知られた伊達忠宗や池田光政らを紹介して彼らの話をよく聞かせ、客がある時は綱紀を次室に座らせて傍聴させたという。
松平の名字を与えられ「松平犬千代丸」となる。承応3年（1654年）1月12日、利常に伴われて江戸城に登城して元服し、将軍徳川家綱より偏諱を授かり綱利と名乗った（のち綱紀に改名）。同時に正四位下に叙され、左近衛権少将・加賀守に任官される。
万治元年（1658年）7月27日、綱紀は保科正之の娘・摩須と結婚する。正之は徳川家光の異母弟で、家光の没後に幼少の家綱を補佐して幕政を主導していた大政参与であり、血統・経歴に問題はなかったが、所領は23万石で、加賀藩とはかなりの開きがあった。しかし利常が、将軍家に子はなく、御三家も頼りないとして、将軍家の血統に当たり人物・器量も抜群だった正之の娘をあえて選んだという。利常の正室で綱紀の祖母の珠は正之の姉でもある。摩須は10歳で嫁ぎ、寛文6年（1666年）に18歳で亡くなったが、綱紀はその後に継室を迎えることはしなかった。綱紀は正之の思想に大きく影響を受け、それはその後の彼の政策に反映されてゆくこととなる。綱紀の藩政を「正之の模倣」とする指摘もある。

### 治政
万治元年10月に利常が死去すると、岳父の保科正之の後見を得て藩政改革を行なうこととなる。まず、新田開発や農業方面に着手し、十村制度を整備した。さらに、寛文の飢饉の際には生活困窮者を助けるための施設（当時これは「非人小屋」と呼ばれたが、金沢の人々は綱紀への敬意から「御小屋」と呼んだ。「御救い小屋」という呼称もある。）を設置して、後に授産施設も併置した。この施設は2000人近くの人間を収容することが可能であり、飢餓の際はここで米を支給した他、医者を派遣して医療体制も整えていた。御小屋の建設について、綱紀は藩主就任当時からこの施設を作るアイデアを持っていたが、巨大な施設ゆえ維持費が藩の財政を圧迫するため、家老達の反発などもあり、実施には長い年月と寛文の飢饉という御小屋が必要とされる機会を要した。
また、藩内で長寿を保っている者に対しては褒美として扶持米を与えたりした。さらに改作法を作り、前田家家中の職制（年寄役である加賀八家の制度）を定めた。また、前田利家が一向一揆鎮圧に手こずらされたことなどの影響から、加賀藩は他の藩と比較して刑罰が苛烈であったが、綱紀は死罪が決定していた罪人を減刑するなどした。こうした綱紀の姿勢に影響され、苛烈な刑罰も綱紀以前と比べると寛容になってゆき、厳罰を旨とする武断政治から文治政治へと移行した。

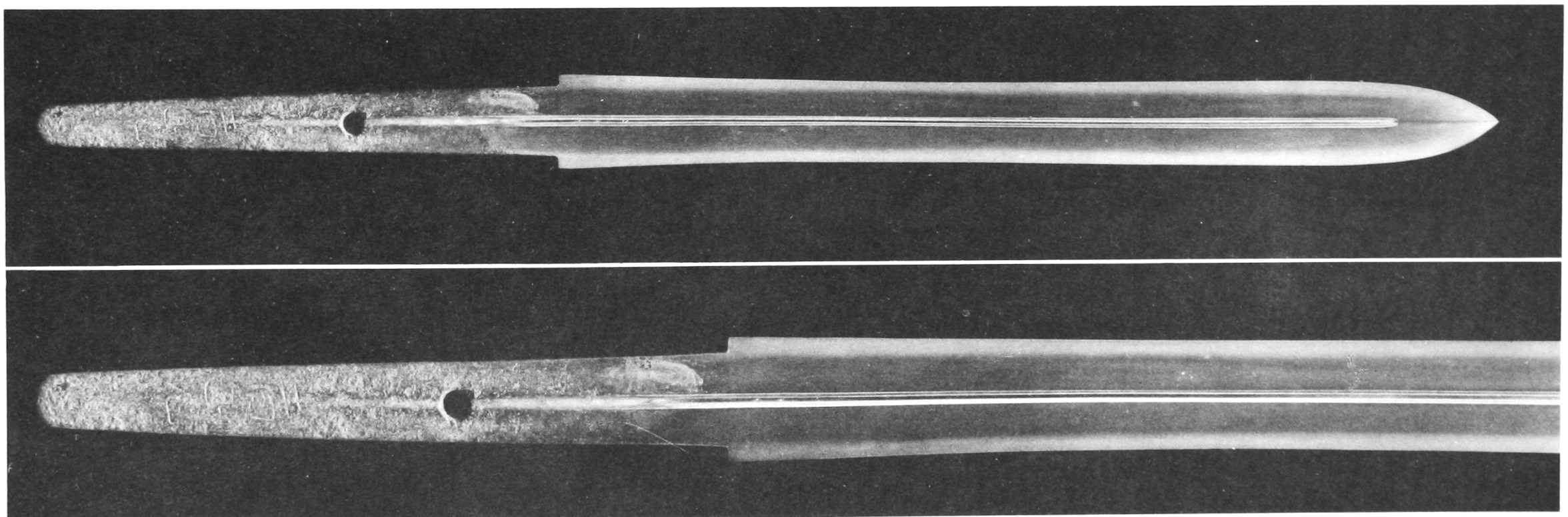
剣「白山吉光」（国宝、白山比咩神社所蔵）

対外政策においても、隣国の福井藩との争いである「白山争論」に決着をつけた。また、母の冥福を祈って白山比咩神社に剣「白山吉光」（現在国宝）を奉納した。
綱紀自身が学問を好んだこともあって（武芸から建築など幅広く修め、儒学を尊重する岳父の正之からは苦言を呈されるなどした）、藩内に学問・文芸を奨励し、書物奉行を設けて工芸の標本、古書の多くを編纂・収集し、これらを百工比照に結実した。また、木下順庵、室鳩巣、稲生若水らを招聘し、彼らの助けのもとで綱紀自らが編纂した百科事典『桑華学苑』を記し、家臣団にも学問を奨励した。そして、宝生流能楽を加賀藩に導入している。綱紀自身能楽を嗜み、その腕前は能楽師に引けを取らなかった。将軍の前で舞を披露したこともあった。また加賀藩士達も綱紀の影響を受け、文芸に傾倒した。豊富な書籍が収蔵された書庫は、新井白石から「加賀藩は天下の書府」と礼賛された。
自家以外の古文書の保管にも意を注ぎ、東寺の東寺百合文書の保存や娘婿三条西公福の三条西家に伝わる「実躬卿記」の発見および補修にも、資金および技術で多大な協力をしたことでも知られる。
規模の大きい藩である加賀藩が蓄財をしすぎると、幕府転覆を画策しているのではないかと幕府から警戒されるおそれがあった。そのため、綱紀は、資金に余裕がある時は散財をした。豪奢な調度品を仕入れ、建物の改築に財産を蕩尽することを惜しまなかった。幕府から警戒されないため、金に余裕がある時は散財を惜しまないという方針は、祖父利常のそれを踏襲したものであった。
元禄2年（1689年）には将軍徳川綱吉から御三家に準ずる待遇を与えられ、100万石を誇る最大の大藩として、その権威を頂点にまで高めた。また、荻生徂徠も綱紀の統治を評して「加賀侯非人小屋（御小屋）を設けしを以て、加賀に乞食なし。真に仁政と云ふべし」と述べている。
享保3年（1718年）に各自火消として組織した加賀鳶と定火消の仙石兵庫久治配下の臥煙との消口争いが発生している。

### 隠居と最期
享保8年（1723年）5月6日、家督を四男の吉徳に譲って隠居し、翌享保9年（1724年）5月9日に82歳で死去した。
綱紀は、叔父徳川光圀や池田光政らと並んで、江戸時代前期の名君の一人として讃えられている。また綱紀が長寿で、その藩政が80年の長きにわたったことも、加賀藩にとっては幸福であった。綱紀が名君となることができたのは、幼少の頃に祖父・利常の養育を受けたからだと言われている。

## 官職および位階等の履歴
※日付＝明治5年12月2日までは旧暦
- 正保2年（1645年）6月13日 - 加賀藩主を継ぐ。
- 承応3年（1654年）1月12日 - 元服し、将軍徳川家綱より偏諱を受け綱利と名乗る。正四位下左近衛権少将兼加賀守に叙任。
- 万治元年（1658年）閏12月27日 - 左近衛権中将に転任。加賀守如元。
- 元禄6年（1693年）12月1日 - 参議に補任。
- 宝永4年（1707年）12月28日 - 従三位昇叙。参議如元。
- 享保8年（1723年）
  - 5月6日 - 隠居。
  - 6月15日 - 肥前守に遷任。
- 明治42年（1909年）9月11日 - 贈従二位。

## 系譜
- 父：前田光高（1616年 - 1645年）
- 母：清泰院（1627年 - 1656年） - 大姫、徳川家光の養女、徳川頼房の四女
- 正室：摩須姫（1648年 - 1666年） - 松嶺院、保科正之の四女
- 側室：美遠、円受院 - 鈴木助左衛門の娘
  - 長男：前田利清（1674年 - 1675年）
- 側室：慈雲院 - 津田一友の娘
  - 長女：専姫（1677年 - 1681年）
  - 次女：節姫（1680年 - 1730年） - 広島藩主浅野吉長室
- 側室：長昌院 - 蔵田意休の娘のち家臣奥村斎宮に嫁す
  - 次男：霊松院（1677年死産）
- 側室：皆(保寿院) - 津田康政の娘
  - 三女：豊姫（1687年 - 1718年） - 家臣前田孝資室
  - 五女：敬姫（1689年 - 1737年） - 鳥取藩主池田吉泰室
  - 五男：前田利章（1691年 - 1737年） - 前田利直養子、大聖寺藩4代藩主
  - 六女：利子（栄君）（1693年 - 1749年） - 二条吉忠室
- 側室：町(預玄院) - 三田村定長の娘
  - 四女：良姫（1689年 - 1693年）
  - 四男：前田吉徳（1690年 - 1745年） - 加賀藩5代藩主
- 側室：美類(法林院) - 渡辺次宗の娘
  - 三男：久丸（1689年 - 1689年）
- 側室：岸（幽遠院） - 得田新助の娘のち家臣別所重詮に嫁す
  - 六男：雅十郎（1698年 - 1699年）
- 養子
  - 女子：恭姫 - 家臣長尚連室、七日市藩主前田利意の娘
  - 女子：誠姫（寿君） - 三条西公福室、家臣前田孝行の娘
  - 女子：窕姫 - 鶴岡藩主酒井忠寄室、広島藩主浅野吉長の次女・外孫